# Dalil Benyahia
Pour les articles homonymes, voir Dalil et Benyahia.
Dalil Benyahia (en arabe : دليل بنيحيى) est un footballeur algéro-suédois né le 21 avril 1990 à Stockholm. Il évoluait au poste de milieu droit.

## Biographie
Benyahia naît à Stockholm, en Suède.

### Carrière en club
En 2004, Benyahia est choisi comme joueur du tournoi de la Nike Cup en Suède et représente le pays lors d'une séance d'entraînement de haute performance d'une semaine à Manchester United. En 2006, il passe une semaine de test au Chelsea FC. L'année suivante, il réalise également un essai de dix jours avec l'Ajax Amsterdam.
Le 14 juillet 2008, Benyahia signe un contrat de trois ans avec le club danois du Vejle BK, après avoir impressionné lors des essais. Il retourne à l'IF Brommapojkarna en 2009. 
Avec l'IF Brommapojkarna, il joue un total de 47 matchs en première division suédoise, pour trois buts inscrits. Il est libéré par le club en 2011.
Le 2 août 2012, après un certain temps en tant qu'agent libre, Benyahia retrouve l'ancien entraîneur de Brommapojkarna, Kim Bergstrand, signant un contrat de deux ans et demi avec le club de l'IK Sirius.
Il prend sa retraite de footballeur professionnel après la saison 2015.

### Carrière en équipe nationale
Le 29 septembre 2010, Benyahia est convoqué en équipe nationale algérienne des moins de 23 ans pour un match amical contre le Qatar Le 12 octobre, il fait ses débuts en tant que titulaire, l'Algérie l'emportant 1-0.